# Chorwacja Dalmatyńska
Chorwacja Dalmatyńska, także Chorwacja Przymorska lub Nadmorska (chorw. Dalmatinska/Primorska Hrvatska) – jeden z dwóch, obok Księstwa Dolnopanońskiego, wczesnośredniowiecznych tworów państwowych na obszarze współczesnej Chorwacji. Księstwo funkcjonowało w rejonie Dalmacji od początków IX do X w., kiedy to, za sprawą domniemanej koronacji księcia Tomisława i zjednoczenia ziem chorwackich, przekształciło się w Królestwo Chorwacji.
Księstwo Chorwatów Dalmatyńskich było rdzeniem terytorium chorwackiego pod względem politycznym, gospodarczym i kulturowym. Stało się ważniejszą częścią zjednoczonego państwa Chorwackiego – stanowiło ośrodek chorwackiej państwowości, centrum kultury i piśmiennictwa, wyróżniało się również unikatową działalnością budowlaną. W porównaniu z Księstwem Dolnopanońskim, położonym na pograniczu kilku potężnych państw, Chorwacja Dalmatyńska zachowała w IX i X w. znacznie większą niezależność. IX w. w historii Chorwacji Dalmatyńskiej został naznaczony frankijską, bizantyjską i papieską rywalizacją o wpływy na jej terytorium.

## Historia

### Geneza

#### Odrodzenie Awarów
Po śmierci Samona ok. 661 r. rozpadł się tworzony przez niego związek plemion słowiańskich, jednak państwo Awarskie długo nie odzyskało swojej poprzedniej potęgi.
Osiedlając się na obszarze Dalmacji oraz w Panonii, między rzeką Sawą i Drawą, na terenie określanym później mianem Slawonii (jako graniczne terytorium Słowian), Chorwaci korzystali z poparcia cesarza bizantyńskiego – Herakliusza I. Cesarz chętnie pozwalał plemionom niezależnym od Awarów na przejęcie ziem dawnych prowincji rzymskich, nad którymi i tak nie mógł po najazdach Słowian sprawować faktycznej kontroli.

W VIII w., wskutek napływu nowych ludów koczowniczych do Panonii, Awarowie odrodzili się, ponownie skonsolidowali kaganat i wznowili podboje. Słowianie, zwłaszcza w Slawonii, znów musieli się pogodzić z zależnością od swych potężniejszych sąsiadów. 

#### Nowa potęga – Frankowie

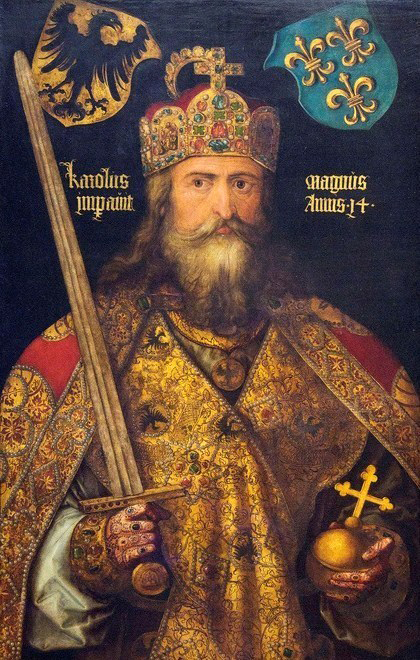
Karol Wielki – cesarz rzymski

Schyłek VIII w. przynosi dla regionu istotne zmiany polityczne – pojawia się potęga Franków, która doprowadza do klęski państwo awarskie. Po podboju Istrii (788 r.) i zwycięstwie nad Awarami (796 r.) władca frankijski, Karol Wielki, założył na ich terenach kilka okręgów administracyjnych, tzw. marchii, na których czele stali margrabowie, tj. namiestnicy cesarscy. W początkach IX w. Cesarstwo Bizantyjskie stoczyło z Frankami ciężką, lecz zwycięską walkę, o miasta dalmatyńskie. Wojna zakończyła się w 812 r. pokojem w Akwizgranie między Karolem Wielkim a cesarzem bizantyńskim – Michałem I. Zawarto porozumieniem polityczne, zgodnie z którym władca frankijski otrzymał Istrię oraz kontynentalną część Chorwacji, a szczególnie istotne, przybrzeżne miasta o rodowodzie antycznym, tj. Zadar, Split, Trogir i Dubrownik, oraz wyspy położone wzdłuż wybrzeża, tj. Krk, Cres, Osor i Rab, pozostały pod panowaniem bizantyjskim (większa część terenów zamieszkanych przez Słowian pozostała w rękach Franków). Bizantyjskie włości w Dalmacji zamieszkiwała ludność romańska zorganizowana w gminy miejskie, na których czele stał biskup oraz tzw. prior. Obu przedstawicieli władzy wybierali mieszkańcy danego miasta.
Na przełomie VIII i IX w. Bizancjum utworzyło tem Dalmacji (okręg administracyjno-wojskowy) z ośrodkiem w Zadarze, na którego czele, z ramienia cesarza, stanął strateg dowodzący flotą stacjonującą w bizantyjskich miastach Dalmacji. Bezpośrednia władza Bizancjum w Dalmacji przetrwała do lat 20. IX w. Cesarz Michał II, po utracie Krety w 827 r. i zaatakowaniu Sycylii przez Arabów, wycofał flotę z miast dalmatyńskich. Tem Dalmacji przestał tymczasowo istnieć, a miasta i wyspy dalmatyńskie pozostawiono bez cesarskiego nadzoru.

#### Pierwsze państwo Chorwatów
Po pokoju w Akwizgranie w źródłach pojawiają się wiarygodne informacje o powstaniu na terenie dzisiejszej Chorwacji dwóch ośrodków władzy państwowej: w Panonii (tzw. Chorwacji Posawskiej) i w Dalmacji (tzw. Chorwacji Dalmatyńskiej). Na obszarze Dalmacji Frankowie ustanowili władzę pod panowaniem miejscowych książąt i po umocnieniu swojej pozycji rozpoczęli proces intensywnej chrystianizacji Chorwatów oraz budowy struktur kościelnych. Według znalezisk archeologicznych centrum nowego księstwa znajdowało się między Kninem a Ninem. Lokalizacja ta miała istotne znaczenie, ponieważ znajdowała się w bliskiej odległości do bizantyjskiego Zadaru, a Nin był siedzibą biskupa stojącego na czele diecezji obejmującej całe chorwackie księstwo. 

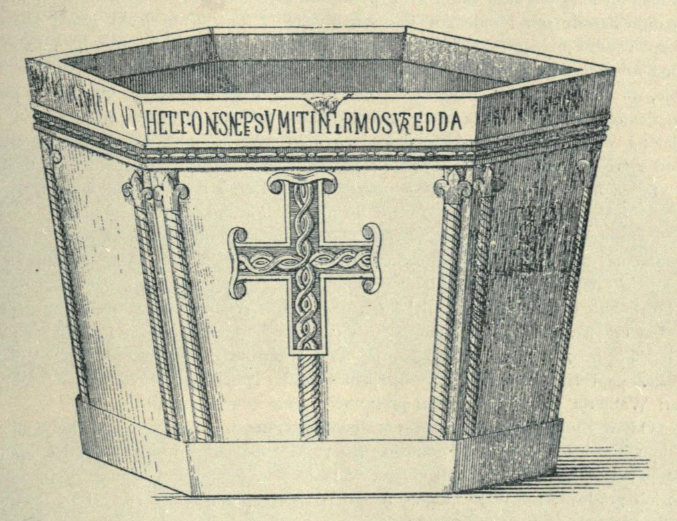
Chrzcielnica Wyszesława

Pierwszym znanym księciem, który prawdopodobnie panował w rejonie Dalmacji był Wyszesław – władca znany jedynie z inskrypcji wyrytej na tzw. chrzcielnicy Wyszesława. Nie wiadomo jednak z całą pewnością kiedy, nad jakim ludem ani nad jakim terytorium panował. Tradycja postrzega go jako pierwszego władcę Chorwacji Dalmatyńskiej, za którego Chorwaci przyjęli chrześcijaństwo, choć brak na to dowodów naukowych.
Pierwszy potwierdzony źródłowo książę słowiański, który najprawdopodobniej został wybrany przez Chorwatów i zatwierdzony przez władze frankijskie – Borna, w 819 r. wymieniany jest jako książę Dalmacji, a już w 821 r. jako książę Dalmacji i Liburni (obecnie Lika). Książę uznawał zwierzchnictwo władcy Franków, Karola Wielkiego, a później Ludwika I Pobożnego. Oprócz centrum państwa władca Chorwacji Dalmatyńskiej sprawował również kontrolę nad obszarem zwanym obecnie Liką, między górami Welebit, Gvozd i rzeką Raš (odgraniczając ziemie księstwa od Istrii), gdzie utworzono trzy żupanie: Krbava, Lika i Gacka, które zamieszkiwało słowiańskie plemię Gaczan oraz szczątki ludności awarskiej ocalałe po klęsce z rąk Karola Wielkiego. Trzema żupaniami zarządzał, w IX-X w., chorwacki ban w imieniu księcia Chorwacji Dalmatyńskiej.
Chorwackie księstwo nie obejmowało większych, nadmorskich miast, które formalnie pozostawały pod władzą Bizancjum oraz cechowały się silną odrębnością kulturową. Władza Bizancjum na tych terenach była raczej formalna – przeważały tożsamości lokalne, miejskie, a nie jedna, wspólna tożsamość Dalmacji bizantyńskiej. Mimo formalnej władzy Bizancjum nad ważnymi miastami, biskupstwa podlegały tradycyjnie Rzymowi, podobnie jak inne diecezje dawnego Illyricum.

### Chrześcijaństwo w Chorwacji – życie na pograniczu dwóch kultur

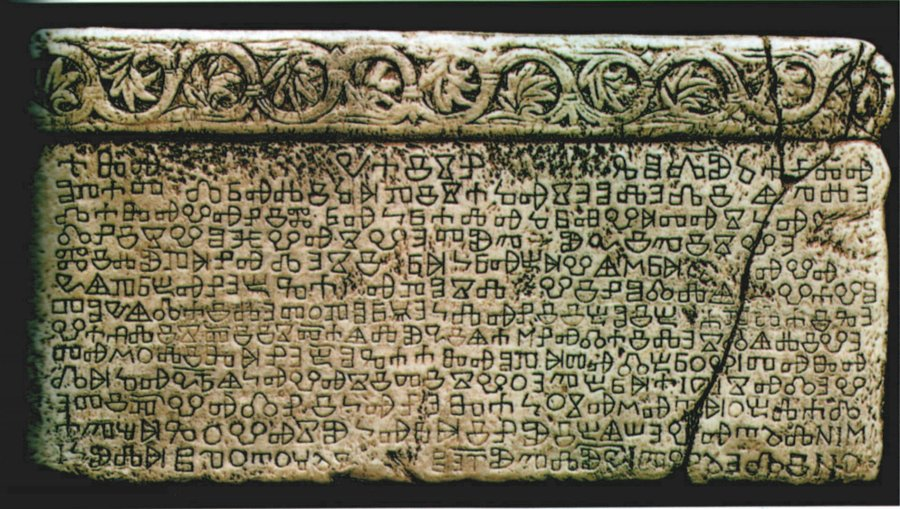
Płyta z Baški – zabytek chorwackiego pisma głagolickiego

Nie sposób wskazać konkretnej daty przyjęcia chrztu przez Chorwatów, ponieważ Słowianie przybyli już na tereny, na których chrześcijaństwo istniało. Można przypuszczać, że chrystianizacja elit rozpoczęła się w VII w. (za sprawą duchowieństwa romańskiego bizantyjskiej Dalmacji), a masowo zaczęła przebiegać, na terenach pod zwierzchnictwem frankijskim (podległym patriarchatowi Akwilei) w początkach wieku IX. Symbolem tego procesu jest zachowana do dziś tzw. chrzcielnica Wyszesława.
Przypuszczalnie w II poł. IX w. uczniowie św. Cyryla i Metodego zostali przez Bizancjum wykupieni z Wenecji i wysłani na tereny Istrii, Dalmacji oraz wysp zatoki Kvarner. Tak wschodnie dziedzictwo braci sołuńskich dotarło i rozprzestrzeniło się na terytorium Chorwacji, gdzie słowiańską tradycję kultywowali benedyktyni, a następnie paulini i franciszkanie. Głagolica, przyniesiona wraz z tradycją cyrylo-metodyjską, która stała się alfabetem nie tylko liturgii, ale również dokumentów świeckich, m.in. statutów miast, umów prawnych, a nawet beletrystyki, pozostała głównym alfabetem języka staro-cerkiewno-słowiańskiego w redakcji chorwackiej aż do XVI w., a ostatni mszał głagolicki został wydrukowany w roku 1893. Ryt słowiański w języku scs. przyczynił się do powstania niezwykle oryginalnego modelu kulturowego na ziemiach Chorwackich. Polegał on na stopieniu się pochodzącej ze wschodu liturgii słowiańskiej z rzymskim katolicyzmem. Ludność Chorwacka mieszkała ówcześnie na swoistym pograniczu cywilizacyjnym – między wschodem a zachodem, gdzie obok język łacińskiego i liturgii kościoła rzymskiego rozprzestrzeniała się również liturgia w rycie słowiańskim. Liturgia słowiańska według obrządku rzymskiego umożliwiła Chorwatom stworzenie hybrydowego modelu kulturowego – osadzonego w świecie zachodnim, a jednocześnie silnie związanego z tradycją bizantyjską, mimo iż formalnie na terenach chorwackich był on pod jurysdykcją Rzymu. Świadectwem uczestniczenia Chorwatów w dziedzictwie wschodu jest m.in. wyraz Jezus, który w j. chorwackim używany jest w prawosławnym wariancie Isus, a nie Jesus.

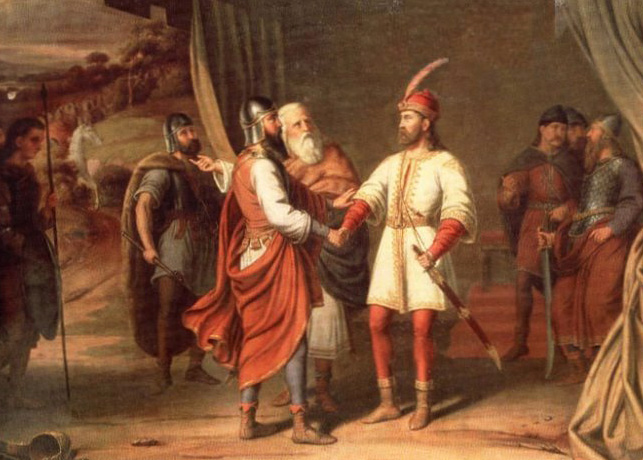
Książę Ljudevit zawiera sojusz z Karantanami

### Powstanie Ljudevit
Za pierwszego znanego księcia Chorwacji Panońskiej uznaje się Wojnomira, który miał wspierać Franków w decydującej o losach regionu wojnie z Awarami w rejonie Panonii. Zarówno on sam, jak i jego następcy byli frankijskimi wasalami, a obszar ich panowania rozciągał się między rzeką Drawą i Sawą. Kolejnym księciem był Ljudevit panujący w grodzie Sisak. Obaj ówcześni władcy Chorwatów (Borna i Ljudevit) byli wasalami Franków, lecz ten drugi, jak donoszą kroniki: „z powodu arogancji margrabiego Friuli – Kadolaha, postanowił się przeciw niemu zbuntować i uniezależnić”. W 819 r. wybuchło powstanie zbrojne skierowane przeciwko zwierzchności frankijskiej (tzw. Powstanie Ljudevita). Książę Chorwacji Dalmatyńskiej, Borna, poparł stronę frankijską. „W pierwszej fazie Ljudevit osiągał pewne sukcesy, a wojska Borny zmuszone były wycofać się nad Adriatyk – w okolice Novego Vinodolskiego. Sam Borna uszedł z życiem dzięki pomocy swojej drużyny”. Książę Chorwacji Dalmatyńskiej zmarł ok. 821/822 r., a po jego śmierci tę samą pro-frankijską politykę kontynuował jego następca – Władysław. Ostatecznie dopiero w 823 r. ogromna armia, wspierana przez siły wysłane z dzisiejszych Włoch, pokonała Ljudevita. Po klęsce książę zbiegł do bliżej nieznanych serbskich posiadłości w Dalmacji, co jest również potwierdzeniem tezy, iż Borna nie władał w owym czasie całą Dalmacją. Upadek powstania w Panonii przyczynił się do umocnienia w Dalmacji frankijskiej administracji oraz zachodniego chrześcijaństwa.

### Umacnianie pozycji księstwa – między Frankami a Bizancjum
Klęska powstania Ljudevita przyczyniła się do umocnienia w Dalmacji administracji frankijskiej, a co za tym idzie, również zachodniego chrześcijaństwa. Kontynuowana przez następców Borny polityka pro-zachodnia, zachodniochrześcijańska, ale również wchodząca w krótkotrwałe sojusze z Bizancjum, rozpoczęła proces powolnego wyzwalania się z bezpośrednich wpływów frankijskich, aż do uzyskania pełnej autonomii oraz poważnej pozycji politycznej w całym regionie. 

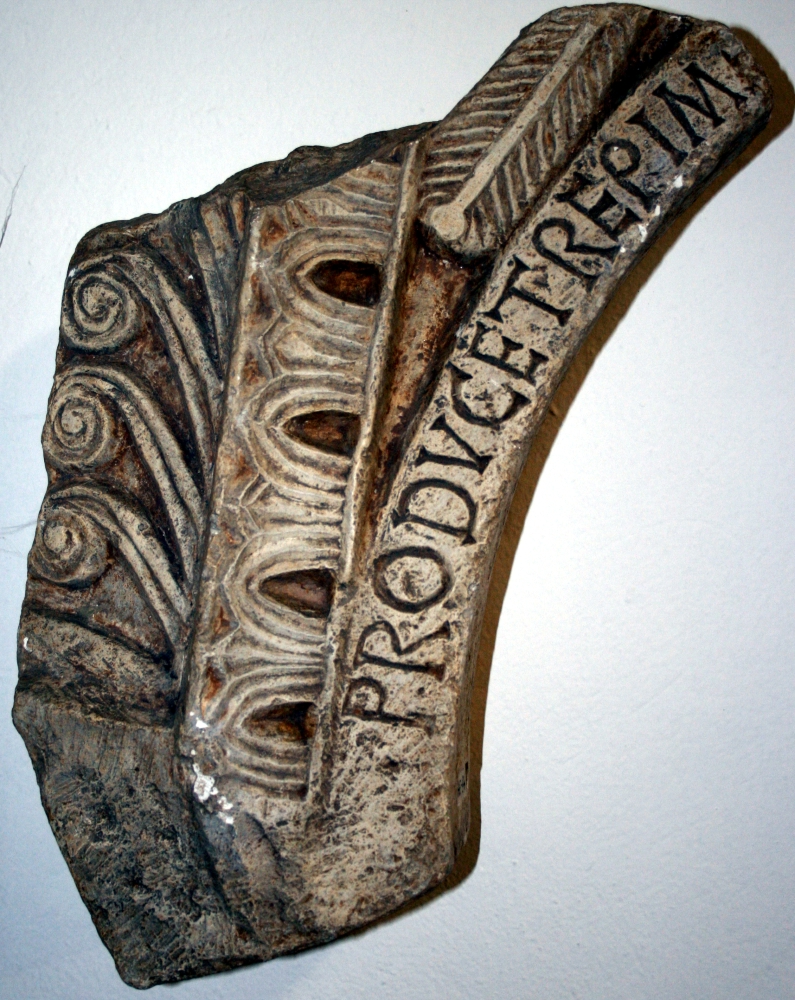
PRO DUCE TREPIM – pierwszy w historii zapis imienia władcy Chorwacji, pochodzący z czasów Trpimira I.

W 839 r. chorwacki książę Mislaw (panujący od ok. 839 do ok. 852 r.) zawarł pokój z Wenecją, której doskwierały niewielkie i nadzwyczaj zwrotne statki chorwackie. Przeniósł siedzibę z Ninu do Klisu położonego koło Splitu – dużego romańskiego miasta, z którego duchowieństwem książę utrzymywał dobre stosunki. Najprawdopodobniej wzniósł on również kościół św. Jerzego w Putalju pod Splitem (Kaštela).
Kolejnym chorwackim władcą umacniającym pozycję księstwa był Trpimir I (panujący od ok. 845/852 do 864 r.) – założyciel dynastii Trpimirowiczów. Trpimir jako pierwszy nazywa siebie księciem Chorwatów (łac. dux Chroatorum), a nie Dalmacji – odejście od kwalifikacji terytorialnej na rzecz etnicznej świadczy o sile władcy. Choć nie zostało to z całą pewnością potwierdzone, to właśnie Trpimirowi przypisywana jest fundacja pierwszego klasztoru benedyktyńskiego w Rižinicach. Nadał w ten sposób kierunek kulturalnego i oświatowego rozwoju swego państwa. Biorąc pod uwagę znaczenie zakonu św. Benedyktyna w dziejach kultury chorwackiej akt ten ma znaczenie niebagatelne. Książę, podobnie jak jego poprzednicy i następcy, zmuszony był do prowadzenia polityki wielowektorowej. Z jednej strony pozostawał pod formalnym zwierzchnictwem Franków, z drugiej zaś musiał utrzymywać stosunki z Bizancjum, które w latach 40. i 60. IX w. podejmowało starania o umocnienie swojej pozycji nad Adriatykiem przez ponowne ustanowienie tamże podległej sobie jednostki administracyjno-wojskowej, tzw. temu.
W latach 60. IX w. doszło do konfliktu o podział kompetencji w Kościele między papieżem w Rzymie a patriarchą Konstantynopola. Arcybiskup Splitu zdecydował się (za zgodą papiestwa) na pozostanie przy patriarsze Konstantynopola, a następnie wyraził Trpimirowi zgodę na utworzenie pierwszego chorwackiego biskupstwa w Ninie, podległego Akwilei (której przysługiwało prawo prowadzenia misji na tym terenie). To wydarzenie rozpoczęło okres kilkudziesięciu lat rywalizacji biskupstwa w Ninie (podległego papieżowi) i arcybiskupstwa w Splicie (podległego Konstantynopolowi). Niewykluczone, że Trpimir dostrzegał konieczność włączenia do swego państwa prestiżowego, nominalnie bizantyjskiego miasta, Splitu – spadkobiercę starożytnej Salony.

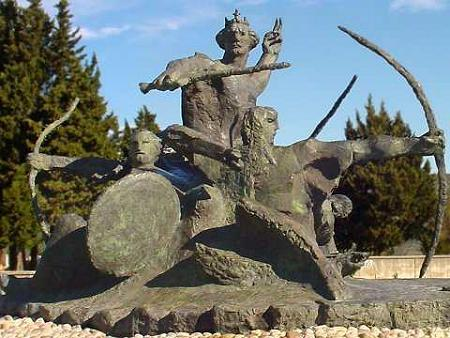
Książę Domagoj z łucznikami – pomnik w Vid

Kolejny władca, Domagoj (panujący od ok. 864 do 878 r.), nie był spokrewniony z Trpimirem, wywodził się z plemienia Neretwian. Władzę objął, po śmierci Trpimira I, w okresie walk wewnętrznych między stronnikami bizancjum i papiestwa. Władca ten wciąż jest źródłem wielu sporów historyków, m.in. w kwestii interpretacji polityki jaką prowadził. Kroniki weneckie określają go jako „najgorszego księcia słowiańskiego”, a papież Jan VIII, oskarża go o „sprzyjanie piractwu”. Domagoj prawdopodobnie przy użyciu floty plądrował wybrzeża Italii, w tym nawet port Bari, napadał na Wenecjan również na Istrii i w Zalewie Pirańskim. Po śmierci księcia w zawierusze walk, do kraju sprowadzono z Bizancjum (dokąd uciekł po przegranej walce o tron) jednego z synów Trpimira I – Zdesława, który miał zwrócić politykę Chorwacji Dalmatyńskiej w stronę Imperium Bizantyńskiego. Przypadało to na okres potęgi cesarstwa wschodniego (pod rządami Bazylego I), które odzyskało hegemonię w rejonie dalmatyńskich miast i wysp.
Zdesław (panujący od 878 do 879 r.) zawiązał z Bizancjum sojusz, który miał mu umożliwić zrzucenie zwierzchnictwa Franków. W tym czasie cesarz Bazyli I, starając się zabezpieczyć bizantyjskie posiadłości na wschodnim wybrzeżu Adriatyku, zobowiązał bizantyjskie miasta w Dalmacji do płacenia chorwackiemu władcy tzw. daniny pokoju w zamian za gwarancję nienaruszalności włości cesarskich. Okazało się jednak, że zbyt silny związek z Bizancjum stał się dla Chorwatów problemem w sytuacji, gdy ich państwu nie zagrażało słabnące imperium Franków. W 879 r. Zdesława zabili najprawdopodobniej niezadowoleni stronnicy przyszłego władcy – Branimira, kończąc krótki zwrot polityczny księstwa w kierunku wschodu. Prawdopodobnie w owym czasie wśród chorwackich elit ścierały się różne wizje uzyskania autonomiczności: pro-frankijska i pro-bizantyjska. Ostatecznie, mimo podporządkowania Frankom, ciągła obecność Bizancjum w miastach dalmatyńskich oraz sojusze z papiestwem wzmocniły procesy umożliwiające uzyskanie autonomii.

### Między papieżem w Rzymie a patriarchą Konstantynopola

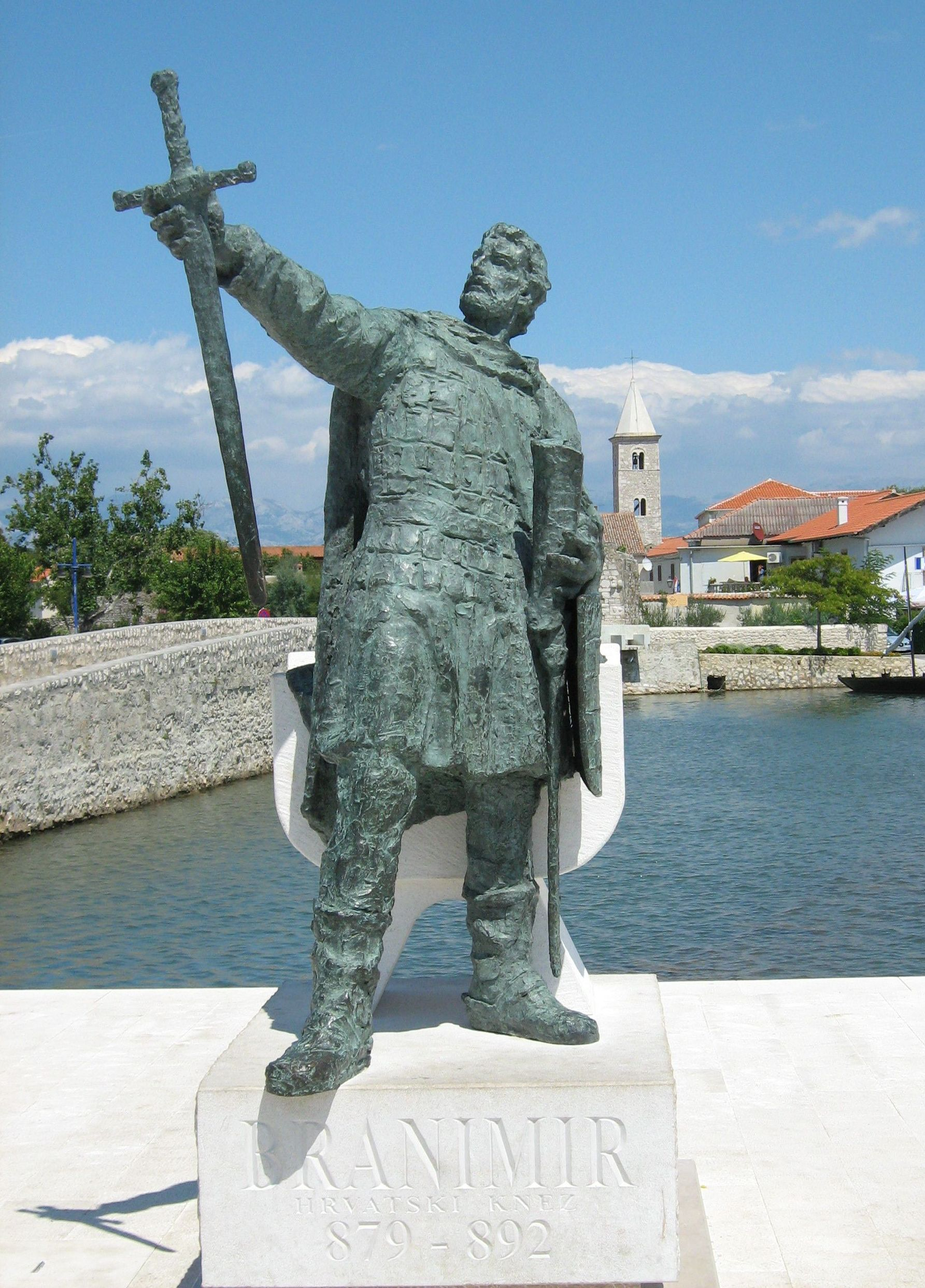
Pomnik księcia Branimira w Ninie.

Książę Branimir (panujący od ok. 879 do ok. 888/892 r.) zdecydował o całkowitym zwrocie polityki w kierunku Rzymu. Ten sam papież (Jan VIII), który ganił Domagoja, napisał do Branimira list, w którym błogosławi go i „jego naród”; nazwał go również swoim „drogim synem”. Jest to z pewnością potwierdzenie niezależności księcia i autonomiczności jego księstwa. Przy słabnącej władzy cesarskiej i powolnym rozkładzie państwa Franków dla księcia liczyły się dobre relacje z papieżem, którego poparcia potrzebował do zapewnienia autonomii swojego księstwa. Branimir odegrał istotną rolę w tworzeniu i umacnianiu chorwackiego biskupstwa Ninie. Książę jako pierwszy próbował rozszerzyć swoje wpływy na bizantyjskie miasta Dalmacji. W 886 r. kościoły chorwacki i dalmatyński zostały czasowo zjednoczone, po tym jak chorwacki biskup Ninu, Teodozjusz, przejął diecezję w Splicie; konsekracja odbyła się w Akwilei. Najprawdopodobniej za panowania Branimira w kościołach dalmatyńskich rozpowszechniła się msza w obrządku słowiańskim (liturgia i święte księgi w języku słowiańskim, napisane pismem głagolickim), a działalność uczniów św. Cyryla i Metodego znacznie się rozszerzyła (sam Metody najprawdopodobniej podróżował przez Chorwację w 880 r., w drodze do Rzymu). W 887 r. Wenecjanie zaatakowali chorwackich Neretwian i zostali pokonani pod Makarską. Zwycięstwo Chorwatów oraz śmierć doży, Pietro I Candiano, dało Chorwacji możliwość narzucenia na Wenecjan obowiązku płacenia daniny, która to utrzymała się aż do roku tysięcznego, w zamian za możliwość wolnej żeglugi wzdłuż wschodniego wybrzeża Adriatyku. Kilkanaście lat pełnego bezpieczeństwa państwa podczas rządów Branimira jest przez część badaczy określanych jako najkorzystniejszy okres dla ówczesnej Chorwacji. Tak sprzyjających warunków nie mieli już następcy księcia.
Muncimir panował od ok. 888/892 do ok. 910/914 r. Był najmłodszy synem Trpimira I, zasiadał na Tronie w Bijaći, koło Trogiru. Jego ojciec, w 852 r., zapisał kościół św. Jerzego w Putalju arcybiskupowi splickiemu, Petarowi, podczas gdy ten był jeszcze podległy papieżowi w Rzymie. Po rozłamie w latach 60. IX w. arcybiskup opowiedział się po stronie patriarchy Konstantynopola i utracił kościół na rzecz wiernego Rzymowi biskupstwa w Ninie. Za czasów Muncimira okoliczności się zmieniły, arcybiskup splicki znów znalazł się po stronie papieża w Rzymie i upominał się o swoją utraconą posiadłość w Chorwacji. Muncimir wydał wyrok na korzyść praw historycznych, co oznaczało, że majątek wraz z kościołem zostanie zwrócony arcybiskupowi w Splicie. Dokument zaświadczający o werdykcie księcia wskazuje na fakt, iż Chorwacja była wówczas państwem o uregulowanym systemie prawnym, posiadała dwór, kancelarię nadworną, wielu dworzan, książęcą świtę (dla księcia i księżnej) – państwo zorganizowane na wzór władców frankijskich. Pismo, zachowane jedynie w kopii, wymienia również jako świadków wojewodów z Livna i Kliša, co stanowi pierwszą wzmiankę o województwach jako ośrodkach władzy w Chorwacji.

### Tomisław – na drodze do Królestwa Chorwacji

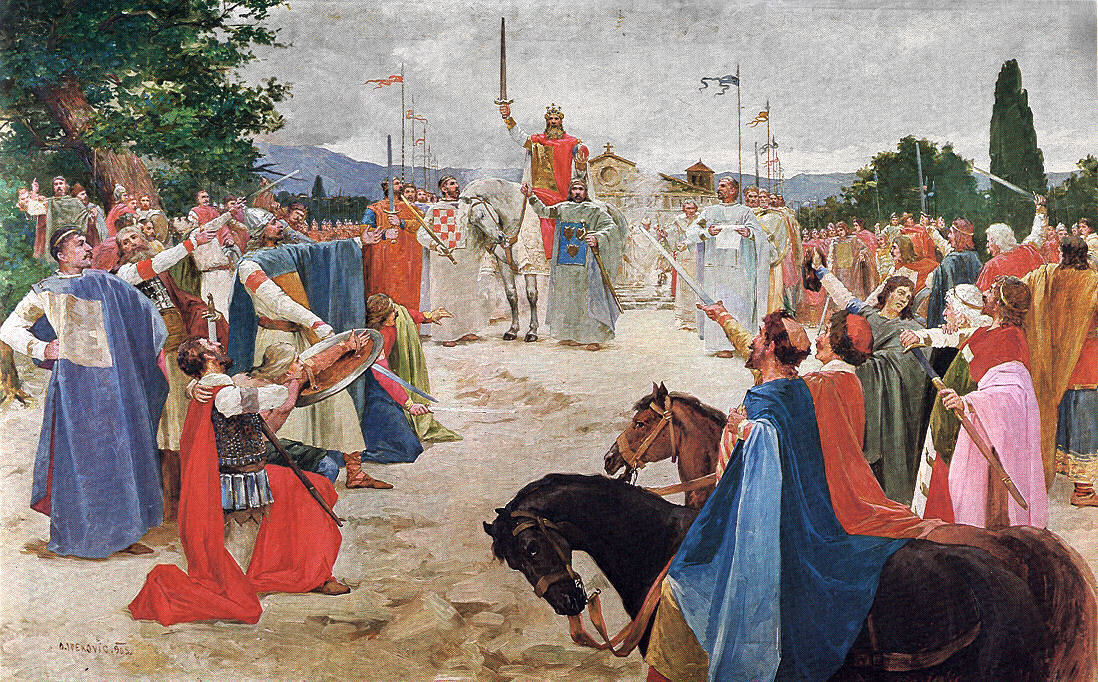
Oton Iveković: Koronacja króla Tomisława

Najwybitniejszym z władców wczesnośredniowiecznej Chorwacji był Tomisław (panował od ok. 910 do ok. 928), prawdopodobnie wnuk Trpimira I. Chorwacka tradycja uznaje, że był to pierwszy koronowany władca Chorwacji, który, po odparciu najazdu Węgrów, zjednoczył Panonię i Dalmację oraz skuteczną dyplomacją przejął kontrolę nad dotychczas bizantyjskimi miastami wybrzeża. Powyższe tezy są jednak, w głównej mierze, wytworem romantycznych historyków opierających się na szczątkowych materiałach źródłowych, m.in. nierzetelnych informacjach z Latopisu popa Duklanina. Obecnie nie ma wiarygodnych i jednoznacznych dowodów na koronację Tomisława (nie wspominając już o konkretnej dacie – 925 r.), czy nawet na symboliczne zjednoczenie ziem Chorwackich (tj. Dalmacji i Panonii). Faktem jest, iż, współczesny księciu, papież Jan X w swych listach określał Tomisława tytułem rex, który w językach słowiańskich tłumaczony był jako król. Wiadomo na pewno, że książę (być może król) Chorwatów napotkał na swojej drodze tych samych przeciwników, co jego poprzednicy, a byli nimi przede wszystkim Wenecjanie, Bizancjum i bizantyjskie miasta na wybrzeżu, problem metropolii splickiej, Bułgarzy, i novum, przybyły z Azji, lud koczowniczy, postrach ówczesnej Europy środkowej – Węgrzy. Władca zmuszony był toczyć walki obronne z, prowadzącymi ekspansję na zachód, Madziarami. Uznaje się, że władca zdołał nie tylko odeprzeć ich ataki, lecz nawet podporządkować sobie zajęte przez nich ziemie między Sawą i Drawą, dzięki czemu Chorwacja po raz pierwszy w swej historii została zjednoczona. Od tamtego czasu aż do dziś Drawa jest granicą między Chorwacją a Węgrami. Drugim sukcesem było, w 926 r., odparcie armii bułgarskiej, wysłane przez cara Symeona I. Tomisław traktowany był jako ceniony sojusznik przez dwór bizantyński, cieszył się także uznaniem papiestwa. W czasach Tomisława Chorwacja zyskała na krótki czas pozycję regionalnego mocarstwa. Potęga władcy nie ulega wątpliwości: autonomia i szacunek papieża Jana X, prawdopodobnie zwycięskie wojny z Bułgarami i Węgrami, wiarygodne informacje o silnej armii (dla której podziw wyrażał Konstantyn VII Porfirogeneta) – to wszystko buduje wizerunek najpotężniejszego Chorwackiego władcy od początku istnienia państwa.